# Elia Millosevich
Elia Filippo Francesco Giuseppe Maria Millosevich (Venezia, 5 settembre 1848 – Roma, 5 dicembre 1919) è stato un astronomo italiano.
Studiò matematica, fisica e astronomia da autodidatta, poiché la morte del padre gli impedì di completare gli studi. Fu assunto per concorso a 23 anni come professore di astronomia presso l'Istituto Tecnico Nautico di Venezia,  e più tardi fu direttore dell'osservatorio del Collegio Romano a Roma. Si specializzò nell'osservazione e nel calcolo delle traiettorie delle comete e degli asteroidi. Assieme a Vincenzo Cerulli compilò un catalogo di 1291 stelle. Nel 1891 scoprì gli asteroidi 303 Josephina e 306 Unitas.
In sua memoria l'asteroide 69961 Millosevich porta il suo nome.